# Cosmarium orthostichum
Cosmarium orthostichum  là một loài Song tinh tảo trong họ Desmidiaceae, thuộc chi Cosmarium.